# Jean-Louis Des Balbes de Berton de Crillon
Jean-Louis Des Balbes de Berton de Crillon (Crillon-le-Brave, 1684 – Avignone, 15 marzo 1751) è stato un arcivescovo cattolico francese.

## Biografia
Proveniente da una famiglia italiana stabilitasi in Francia nel XV secolo, era figlio di Philippe-Marie, conte di Crillon, e Françoise Saporta. Succedette a Esprit Fléchier come abate commendatario di Saint-Étienne de Baignes il 25 gennaio 1701 e fu nominato vescovo di Saint-Pons-de-Thomières nel 1713. Arcivescovo di Tolosa dal 30 luglio 1727, proclamato poi nel settembre, prestò giuramento al re il 19 gennaio 1728 e ricevette il pallio il 25 gennaio. Ottenne l'abbazia di Cherlieu nel 1734. Fu trasferito all'arcidiocesi di Narbona nel novembre del 1739. Nel marzo del 1742 accolse il piccolo don Filippo, figlio del re Filippo V di Spagna, in viaggio per impossessarsi del ducato di Parma. Eletto manutentore dell'Accademia dei Giochi Floreali nel 1729, fu nominato commendatore dell'Ordine dello Spirito Santo il 13 maggio 1742.

## Genealogia episcopale e successione apostolica
La genealogia episcopale è:
- Cardinale Scipione Rebiba
- Cardinale Giulio Antonio Santori
- Cardinale Girolamo Bernerio, O.P.
- Arcivescovo Galeazzo Sanvitale
- Cardinale Ludovico Ludovisi
- Cardinale Luigi Caetani
- Cardinale Ulderico Carpegna
- Cardinale Paluzzo Paluzzi Altieri degli Albertoni
- Cardinale Gasparo Carpegna
- Cardinale Fabrizio Spada
- Cardinale Lorenzo Maria Fieschi
- Vescovo François Balbe de Berton de Crillon
- Arcivescovo Jean-Louis Des Balbes de Berton de Crillon

La successione apostolica è:
- Vescovo Claude-Louis de La Châtre (1727)